# 輸送密度
輸送密度（ゆそうみつど）とは、交通機関の1日当たりの平均輸送量のこと。旅客と貨物の双方で使われる。旅客輸送密度は平均通過人員とも呼称され、輸送規模の指標として用いられる。

## 概説
交通機関の輸送量は、対象が人の場合は「運んだ人数×運んだ距離」、貨物の場合は「運んだトン数×運んだ距離」で表される。輸送量の単位はそれぞれ「人キロ」、「トンキロ」である。しかし同じ輸送量であっても、長距離の路線と短距離の路線では経営的には短距離の路線の方が効率がよいことになる。このため1日1kmあたりの輸送量を用いて経営効率を計ることになる。輸送密度の単位は対象が人の場合は「人キロ/日km」、貨物の場合は「トンキロ/日km」である。「1日1kmあたり」という印象から「人/日km」と記述されている例もあるが、実際は分子が人キロであるため、これは誤記である。分子の"キロ"は「運んだ距離」である一方、分母の"km"は1kmであるため、概念が異なる。ある1区間の輸送密度を平均通過人員と言い、この場合はその区間の駅間距離=運んだ距離となり、分子のキロと分母のkmが一致するため「人/日」が正しい。旅客の計算方法は、以下のようにする。
輸送密度(平均通過人員)=(路線の一定期間内の旅客輸送人キロ)÷(路線の営業キロ)÷(営業日数)
ただし、均一運賃の路線バスや路面電車などでは、輸送した距離が収入に影響しないため、分子に単純な輸送人数を取って「人/日km」で表すこともある。

## 鉄道における輸送密度
世界的には旅客輸送密度が10,000人以下の鉄道が一般的であるが、インド、日本、中国、韓国など大きく上回る地域もある。
輸送量が多く旅客輸送密度が1万人を超えていても旅客鉄道事業は不採算になっている場合も多く、その背景には政策的に運賃水準が低く抑えられている場合（中国、インド、インドネシア）、高水準の鉄道サービスを維持するために政府が補助金などで財政的支援を行っている場合（オランダ、スイス、韓国）、高速鉄道などの黒字路線とその他の路線が別会社で運営されている場合（台湾）などがある。

### 日本
日本の鉄道の旅客輸送密度は世界トップレベルであり、2002年の旅客輸送量は86億人、1日キロ当たりの旅客輸送密度は3万人を超える。
鉄道の場合、幹線だと数万人から数十万人/日の規模がある。地方ローカル線だと数千から数百人/日規模であり、統計的に1,500人/日が営業収支が均衡する目安となると言われ、これより低い場合は採算を取るためにバスより高い運賃設定が必要となる。ただし、路面電車の場合は、輸送ロットが小さい、軌道保守に手間がかかるなどの理由により経営効率が低くなる傾向があるほか、寒冷地および積雪地では除雪および斜面崩壊対策などの保線や設備の暖房に温暖地以上のコストがかかるため、収支が均衡するためには、更に高い輸送密度が必要である。一般的には、採算性や運行本数などのサービスなどの観点を踏まえると、4,000人/日が鉄道とバスの選択の目安とされている。
日本国有鉄道の再建を目的として1980年（昭和55年）に成立した日本国有鉄道経営再建促進特別措置法（国鉄再建法）においては、輸送密度によって路線を幹線と地方交通線に区分し、地方交通線のうち鉄道とバスの選択の目安である輸送密度4,000人/日未満の特定地方交通線については国鉄から分離し、民営バスによる代替もしくは他の事業者への転換が進められた。

### 欧州
EU全体の鉄道の2002年の旅客輸送量は64億人、1日キロ当たりの旅客輸送密度は平均で4,645人であった。

## バスにおける輸送密度

### 日本
国土交通省自動車局は、「幹線バス」（複数の自治体を結び、10㎞以上の路線で、1日3往復以上）で「輸送量（輸送密度）が15人～150人／日と見込まれる」赤字路線を対象に、赤字額の1/2に補助金を出している。都道府県が残りの1/2の補助金を出すことで、赤字を補填する仕組みである。これを「生活交通確保維持改善計画」と呼ぶ。
言い換えれば、輸送密度が15を切ると国の補助金が打ち切られるため、自治体間バス路線の実質的な存廃基準になっている。また、国の補助金は、1便あたりの平均乗車密度が5人を下回ると減額される。打ち切り条件に入っていないのは、増便によって輸送密度基準をクリアできるように配慮しているためである。
2017年11月18日、会計検査院から平成26年度-27年度（2014年度-15年度）分の「輸送実態のない」買い支えに対する改善措置要求が出された。

それによると、平成26年度-27年度（2014年度-15年度）にかけて、230事業者が補助の対象になった。会計検査院は、平成26年度は20事業者・79系統、平成27年度は20事業者・82系統の路線で、「市町村の補填が輸送実態を伴っていない事態が見受けられた」と指摘した。すなわち、見かけ上の輸送密度をクリアするために回数券などの買い上げを行い、実際には使用しなかった。実態に即して輸送密度を算定すると、平成26年度は15事業者・61系統（補助金交付額2億3641万余円）、平成27年度は15事業者・64系統（補助金交付額計4億7714万余円）の路線が、輸送密度15を下回っていたという。

### 欧州
EU内でも鉄道輸送への支援が手厚いとされるスウェーデンでも、おおむね2000人程度の路線で鉄道からバスへの転換が実施されている。